# 菱沼良樹
菱沼 良樹（ひしぬま よしき、1958年 - ）は、宮城県出身のファッションデザイナー。文化服装学院中退。

## 経歴
- 1983年 - 第1回毎日コレクション大賞新人賞受賞後、翌年より東京都にてコレクション開始。
- 1987年 - 株式会社菱沼アソシエイツを設立。この年から1989年まで、ミラノにてコレクションを開始。
- 1990年 - TMN『RHYTHM RED TOUR』にて、メンバーのコスチュームデザインを担当。
- 1992年 - 「ヨシキヒシヌマ」設立。パリでコレクション開始。
- 1996年 - 第14回毎日ファッション大賞受賞。
- 1999年 - オランダ・ハーグのジェーメンテミュージアムにおいて「ヨシキヒシヌマ展」を開催。ネザーランドダンスシアターヨーロッパ公演「アルキンボルド・2000」バレエ衣装のコスチュームデザインを手掛る。

## 作品集
- 「CLOTHES BY YOSHIKI HISHINUMA」（1986年、用美社）
- 「YOSHIKI HISHINUMA HERE & THERE」（1992年、講談社）
- 「菱沼良樹×荒木経惟　百花百蝶」写真集　（講談社インターナショナル）